# Кесхофен
Кесхофен (њем. Käshofen) општина је у њемачкој савезној држави Рајна-Палатинат. Једно је од 84 општинска средишта округа Југозападни Палатинат. Према процјени из 2010. у општини је живјело 726 становника. Посједује регионалну шифру (AGS) 7340212.

## Географски и демографски подаци
Кесхофен се налази у савезној држави Рајна-Палатинат у округу Југозападни Палатинат. Општина се налази на надморској висини од 369 метара. Површина општине износи 8,8 km². У самом мјесту је, према процјени из 2010. године, живјело 726 становника. Просјечна густина становништва износи 82 становника/km².